# قانون التفاوض بشأن أسعار الأدوية التي تصرف بوصفة طبية من ميديكير
في كانون الثاني (يناير) 2007، وافق ممثلي مجلس النواب الأمريكي 110 على قانون الموارد البشرية 4 ، قانون التفاوض بشأن أسعار الأدوية بوصفة طبية، وهو مشروع قانون يطالب المسؤولين الفيدراليين بالتفاوض مع شركات الأدوية للحصول على أسعار أقل لـ 23 مليون من كبار السن الذين سجلوا من اجل تغطيه الادويه التي تصرف لهم بوصفة طبية من الرعاية الطبيه. لم يتم تمرير هذا المشروع إلى قانون. والذي كان من الممكن أن يلغى الحظر المفروض على الحكومة بالتفاوض مع الشركات المصنعة للحصول على أسعار أقل وهو شرط كان جزءًا من إجراء 2003 الذي يرعاه الحزب الجمهوري والمسمى قانون تحسين وتحديث الرعاية الطبيه للأدوية، والذي أنشأ برنامج الوصفات الطبيه.